# Квантовое преобразование Фурье
Квантовое преобразование Фурье (сокр. КПФ) — линейное преобразование квантовых битов (кубитов), являющееся квантовым аналогом дискретного преобразования Фурье (ДПФ). КПФ входит во множество квантовых алгоритмов, в особенности в алгоритм Шора разложения числа на множители и вычисления дискретного логарифма, в квантовый алгоритм оценки фазы для нахождения собственных чисел унитарного оператора и алгоритмы для нахождения скрытой подгруппы.
Квантовое преобразование Фурье эффективно исполняется на квантовых компьютерах путём специального разложения матрицы в произведение более простых унитарных матриц. С помощью такого разложения, дискретное преобразование Фурье на {\displaystyle 2^{n}} входных амплитудах может быть осуществлено квантовой сетью, состоящей из {\displaystyle O(n^{2})} вентилей Адамара и контролируемых квантовых вентилей, где {\displaystyle n} — число кубитов. По сравнению с классическим ДПФ, использующим {\displaystyle O(n2^{n})} элементов памяти ({\displaystyle n} — количество бит), что экспоненциально больше, чем {\displaystyle O(n^{2})} квантовых вентилей КПФ.
Наилучшие из известных алгоритмов квантового преобразования Фурье (по состоянию на конец 2000) задействуют только {\displaystyle O(n\log n)} вентилей для достижения желаемого приближения результата.

## Определение
Квантовое преобразование Фурье — классическое дискретное преобразование Фурье, применённое к вектору амплитуд квантовых состояний. Обычно рассматривают такие вектора, имеющие длину {\displaystyle N:=2^{n}}. Классическое преобразование Фурье действует на вектор {\displaystyle (x_{0},x_{1},\ldots ,x_{N-1})\in \mathbb {C} ^{N}} и отображает его в вектор {\displaystyle (y_{0},y_{1},\ldots ,y_{N-1})\in \mathbb {C} ^{N}} по формуле:
{\displaystyle y_{k}={\frac {1}{\sqrt {N}}}\sum _{j=0}^{N-1}x_{j}\omega _{n}^{-jk},\quad k=0,1,2,\ldots ,N-1,}
где {\displaystyle \omega _{n}=e^{\frac {2\pi i}{N}}} — Nый корень из единицы.
Аналогично, КПФ действует на квантовое состояние {\displaystyle |x\rangle =\sum _{i=0}^{N-1}x_{i}|i\rangle } и отображает его в квантовое состояние {\displaystyle \sum _{i=0}^{N-1}y_{i}|i\rangle } по формуле:
{\displaystyle y_{k}={\frac {1}{\sqrt {N}}}\sum _{j=0}^{N-1}x_{j}\omega _{n}^{jk},\quad k=0,1,2,\ldots ,N-1,}
где {\displaystyle \omega _{n}} та же, что и раньше. Так как {\displaystyle \omega _{n}} — вращение, обратное преобразование Фурье производится аналогично
{\displaystyle y_{k}={\frac {1}{\sqrt {N}}}\sum _{j=0}^{N-1}x_{j}\omega _{n}^{-jk}}
Если {\displaystyle x} — базисное квантовое состояние, квантовое преобразование Фурье может быть представлено в виде отображения:
{\displaystyle QFT(|x\rangle )={\frac {1}{\sqrt {N}}}\sum _{j=0}^{N-1}\omega _{n}^{jx}|j\rangle }.
КПФ может эквивалентно рассматриваться как унитарная матрица (чем являются квантовые вентили), действующая на векторы квантовых состояний. Такая матрица {\displaystyle F_{N}} имеет не произвольный, а строго определённый вид
{\displaystyle F_{N}={\frac {1}{\sqrt {N}}}{\begin{bmatrix}1&1&1&1&\cdots &1\\1&\omega _{n}&\omega _{n}^{2}&\omega _{n}^{3}&\cdots &\omega _{n}^{N-1}\\1&\omega _{n}^{2}&\omega _{n}^{4}&\omega _{n}^{6}&\cdots &\omega _{n}^{2(N-1)}\\1&\omega _{n}^{3}&\omega _{n}^{6}&\omega _{n}^{9}&\cdots &\omega _{n}^{3(N-1)}\\\vdots &\vdots &\vdots &\vdots &&\vdots \\1&\omega _{n}^{N-1}&\omega _{n}^{2(N-1)}&\omega _{n}^{3(N-1)}&\cdots &\omega _{n}^{(N-1)(N-1)}\end{bmatrix}}}.
Поскольку {\displaystyle N:=2^{n}} и {\displaystyle \omega _{n}:=e^{\frac {2\pi i}{2^{n}}}} — простейший (наименьшая по модулю экспоненциальная часть) N-й корень из единицы, для случая {\displaystyle N=4=2^{2}} и фазы {\displaystyle \omega _{2}=i} получаем матрицу преобразования
{\displaystyle F_{4}={\frac {1}{2}}{\begin{bmatrix}1&1&1&1\\1&i&-1&-i\\1&-1&1&-1\\1&-i&-1&i\end{bmatrix}}}.

## Свойства

### Унитарность

Симуляция квантовой цепи, состоящей из двух кубитов с использованием Q-Kit

Большинство свойств КПФ следует из того, что данное преобразование унитарно. Этот факт легко проверяется путём умножения матриц {\displaystyle FF^{\dagger }=F^{\dagger }F=I}, где {\displaystyle F^{\dagger }} — эрмитово-сопряжённая матрица к {\displaystyle F}.
Из унитарных свойств следует, что обратное к КПФ преобразование имеет матрицу, эрмитово-сопряжённую к матрице преобразования Фурье, поэтому {\displaystyle F^{-1}=F^{\dagger }}. Если существует эффективная квантовая сеть, осуществляющая КПФ, то эта же сеть может быть запущена в обратную сторону для проведения обратного квантового преобразования Фурье. А это значит, что оба преобразования могут работать эффективно на квантовом компьютере.
Симуляции квантовых сетей двух возможных вариантов 2-кубитового КПФ, использующего {\displaystyle F} и {\displaystyle F^{-1}}, показаны для демонстрации идентичного результата (используется Q-Kit).

## Построение сетей
Квантовые вентили, используемые в сетях КПФ — вентиль Адамара и вентиль с контролируемой фазой. В терминах матриц
{\displaystyle H:={\frac {1}{\sqrt {2}}}{\begin{pmatrix}1&1\\1&-1\end{pmatrix}},\quad R_{m}:={\begin{pmatrix}1&0\\0&\omega _{m}\end{pmatrix}},}
где {\displaystyle \omega _{m}:=e^{\frac {2\pi i}{2^{m}}}} — {\displaystyle 2^{m}}-й корень из единицы.

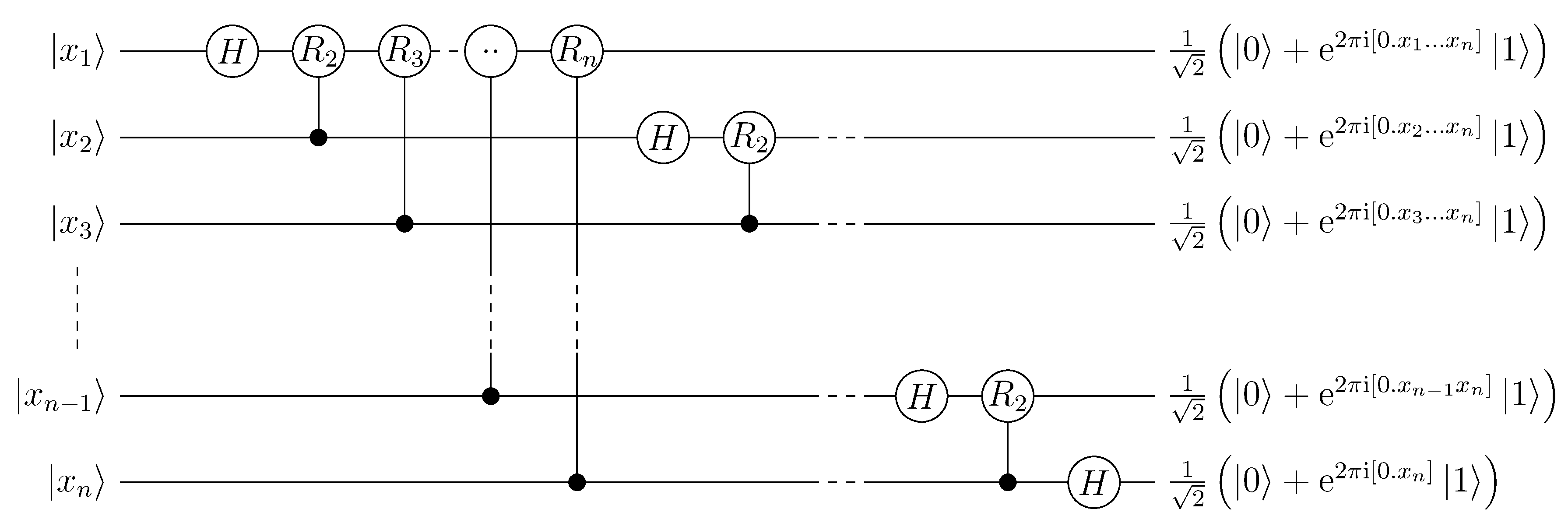
Квантовая сеть КПФ с n кубитами (инвертированный порядок выходных кубитов). Использует понятие двоичного разложения, введённое ниже.

В преобразовании используются только линейные квантовые операции, чтобы задание функции для каждого из базисных состояний позволяло определить смешанные состояния из линейности. Это отличается от определения состояний в обычном преобразовании Фурье. Задать преобразование Фурье в обычном смысле — описать то, как получается результат для произвольных входных данных. Но здесь, как и во многих других случаях, проще описать поведение конкретного базисного состояния и вычислять результат из линейности.
Сеть КПФ можно построить для любого числа входных амплитуд N; однако, это проще всего сделать в случае {\displaystyle N=2^{n}}. Тогда получается Ортонормированная система из векторов
{\displaystyle |0\rangle ,\ldots ,|2^{n}-1\rangle .}
Базисные состояния перечисляют все возможные состояния кубитов:
{\displaystyle |x\rangle =|x_{1}x_{2}\ldots x_{n}\rangle =|x_{1}\rangle \otimes |x_{2}\rangle \otimes \cdots \otimes |x_{n}\rangle }
где, по правилу тензорного суммирования {\displaystyle \otimes }, {\displaystyle |x_{j}\rangle } означает, что кубит {\displaystyle j} находится в состоянии {\displaystyle x_{j}}, с {\displaystyle x_{j}} 0 либо 1. По соглашению, индекс базисного состояния {\displaystyle x} указывает на возможные состояния этого кубита, то есть является двоичным разложением:
{\displaystyle x=x_{1}2^{n-1}+x_{2}2^{n-2}+\cdots +x_{n}2^{0}.\quad }
Также удобно использовать дробную двоичную нотацию:
{\displaystyle [0.x_{1}\ldots x_{m}]=\sum _{k=1}^{m}x_{k}2^{-k}.}
Например, {\displaystyle [0.x_{1}]={\frac {x_{1}}{2}}} и {\displaystyle [0.x_{1}x_{2}]={\frac {x_{1}}{2}}+{\frac {x_{2}}{2^{2}}}.}
Используя эти обозначения, КПФ записывается коротко:
{\displaystyle QFT(|x_{1}x_{2}\ldots x_{n}\rangle )={\frac {1}{\sqrt {N}}}\ \left(|0\rangle +e^{2\pi i\,[0.x_{n}]}|1\rangle \right)\otimes \left(|0\rangle +e^{2\pi i\,[0.x_{n-1}x_{n}]}|1\rangle \right)\otimes \cdots \otimes \left(|0\rangle +e^{2\pi i\,[0.x_{1}x_{2}\ldots x_{n}]}|1\rangle \right)}
или
{\displaystyle QFT(|x_{1}x_{2}\ldots x_{n}\rangle )={\frac {1}{\sqrt {N}}}\ \left(|0\rangle +\omega _{1}^{x}|1\rangle \right)\otimes \left(|0\rangle +\omega _{2}^{x}|1\rangle \right)\otimes \cdots \otimes \left(|0\rangle +\omega _{n}^{x}|1\rangle \right).}
Краткость налицо, представив двоичное разложение обратно в виде суммы
{\displaystyle QFT(|x_{1}x_{2}\ldots x_{n}\rangle )={\frac {1}{\sqrt {N}}}\sum _{k=0}^{2^{n}-1}e^{2\pi ik[0.x_{1}x_{2}\ldots x_{n}]}|k\rangle }
{\displaystyle ={\frac {1}{\sqrt {N}}}\sum _{\{k_{0},k_{1},...k_{n-1}\}\in \{0,1\}^{n}}e^{2\pi i\sum _{j=1}^{n}k_{n-j}2^{j-1}[0.x_{1}x_{2}\ldots x_{n}]}|k_{0}k_{1}\ldots k_{n-1}\rangle }
{\displaystyle ={\frac {1}{\sqrt {N}}}\sum _{\{k_{0},k_{1},...k_{n-1}\}\in \{0,1\}^{n}}\prod _{j=1}^{n}e^{2\pi ik_{n-j}[0.x_{j}x_{j+1}\ldots x_{n}]}|k_{0}k_{1}\ldots k_{n-1}\rangle }
{\displaystyle ={\frac {1}{\sqrt {N}}}(|0\rangle +e^{2\pi i[0.x_{n}]}|1\rangle )\sum _{\{k_{1},...k_{n-1}\}\in \{0,1\}^{n-1}}\prod _{j=1}^{n-1}e^{2\pi ik_{n-j}[0.x_{j}x_{j+1}\ldots x_{n}]}|k_{1}\ldots k_{n-1}\rangle }
{\displaystyle ={\frac {1}{\sqrt {N}}}\prod _{j=1}^{n}(|0\rangle +e^{2\pi i[0.x_{j}x_{j+1}\ldots x_{n}]}|1\rangle )}
Видно, что выходной кубит 1 находится в суперпозиции состояний {\displaystyle |0\rangle } и {\displaystyle e^{2\pi i\,[0.x_{1}...x_{n}]}|1\rangle }, кубит 2 — в суперпозиции {\displaystyle |0\rangle } и {\displaystyle e^{2\pi i\,[0.x_{2}...x_{n}]}|1\rangle } и т. д. для остальных кубитов (см. схему-рисунок выше).
Другими словами, ДПФ, операция над n кубитами, может быть разложена в тензорное произведение n однокубитных операций,
Действительно, каждая из таких однокубитных операций эффективным образом реализуется на вентилях с контролируемой фазой и вентилях Адамара. Первый кубит {\displaystyle |x_{1}\rangle } потребует один вентиль Адамара и (n-1) вентилей с контролируемой фазой, второй {\displaystyle |x_{2}\rangle } потребует два вентиля Адамара и (n-2) вентилей с контролируемой фазой, и так далее (см. схему выше). В итоге потребуется {\displaystyle n+(n-1)+\cdots +1=n(n+1)/2=O(n^{2})} вентилей, что квадратично полиномиально по отношению к количеству кубитов.

## Пример
Рассмотрим квантовое преобразование Фурье на трёх кубитах. Математически оно записывается
{\displaystyle QFT:|x\rangle \mapsto {\frac {1}{\sqrt {2^{3}}}}\sum _{k=0}^{2^{3}-1}\omega _{3}^{xk}|k\rangle ,}
где {\displaystyle \omega _{3}} — простейший восьмой корень из единицы, удовлетворяющий {\displaystyle \omega _{3}^{8}=\left(e^{\frac {2\pi i}{2^{3}}}\right)^{8}=1} (поскольку {\displaystyle N=2^{3}=8}).
Для сокращения, установим {\displaystyle \omega :=\omega _{3}}, тогда матричное представление КПФ на трёх кубитах
{\displaystyle F_{2^{3}}={\frac {1}{\sqrt {2^{3}}}}{\begin{bmatrix}1&1&1&1&1&1&1&1\\1&\omega &\omega ^{2}&\omega ^{3}&\omega ^{4}&\omega ^{5}&\omega ^{6}&\omega ^{7}\\1&\omega ^{2}&\omega ^{4}&\omega ^{6}&\omega ^{8}&\omega ^{10}&\omega ^{12}&\omega ^{14}\\1&\omega ^{3}&\omega ^{6}&\omega ^{9}&\omega ^{12}&\omega ^{15}&\omega ^{18}&\omega ^{21}\\1&\omega ^{4}&\omega ^{8}&\omega ^{12}&\omega ^{16}&\omega ^{20}&\omega ^{24}&\omega ^{28}\\1&\omega ^{5}&\omega ^{10}&\omega ^{15}&\omega ^{20}&\omega ^{25}&\omega ^{30}&\omega ^{35}\\1&\omega ^{6}&\omega ^{12}&\omega ^{18}&\omega ^{24}&\omega ^{30}&\omega ^{36}&\omega ^{42}\\1&\omega ^{7}&\omega ^{14}&\omega ^{21}&\omega ^{28}&\omega ^{35}&\omega ^{42}&\omega ^{49}\\\end{bmatrix}}={\frac {1}{\sqrt {2^{3}}}}{\begin{bmatrix}1&1&1&1&1&1&1&1\\1&\omega &\omega ^{2}&\omega ^{3}&\omega ^{4}&\omega ^{5}&\omega ^{6}&\omega ^{7}\\1&\omega ^{2}&\omega ^{4}&\omega ^{6}&1&\omega ^{2}&\omega ^{4}&\omega ^{6}\\1&\omega ^{3}&\omega ^{6}&\omega &\omega ^{4}&\omega ^{7}&\omega ^{2}&\omega ^{5}\\1&\omega ^{4}&1&\omega ^{4}&1&\omega ^{4}&1&\omega ^{4}\\1&\omega ^{5}&\omega ^{2}&\omega ^{7}&\omega ^{4}&\omega &\omega ^{6}&\omega ^{3}\\1&\omega ^{6}&\omega ^{4}&\omega ^{2}&1&\omega ^{6}&\omega ^{4}&\omega ^{2}\\1&\omega ^{7}&\omega ^{6}&\omega ^{5}&\omega ^{4}&\omega ^{3}&\omega ^{2}&\omega \\\end{bmatrix}}.}
Это можно упростить, заметив {\displaystyle \omega ^{4}=-1}, {\displaystyle \omega ^{2}=i}, {\displaystyle \omega ^{6}=-i}, {\displaystyle \omega ^{5}=-\omega }, {\displaystyle \omega ^{3}=i\omega } и {\displaystyle \omega ^{7}=-i\omega }.
3-кубитное квантовое преобразование Фурье перепишется в виде
{\displaystyle QFT(|x_{1},x_{2},x_{3}\rangle )={\frac {1}{\sqrt {2^{3}}}}\ \left(|0\rangle +e^{2\pi i\,[0.x_{3}]}|1\rangle \right)\otimes \left(|0\rangle +e^{2\pi i\,[0.x_{2}x_{3}]}|1\rangle \right)\otimes \left(|0\rangle +e^{2\pi i\,[0.x_{1}x_{2}x_{3}]}|1\rangle \right)}
или
{\displaystyle QFT(|x_{1},x_{2},x_{3}\rangle )={\frac {1}{\sqrt {2^{3}}}}\ \left(|0\rangle +\omega _{1}^{x}|1\rangle \right)\otimes \left(|0\rangle +\omega _{2}^{x}|1\rangle \right)\otimes \left(|0\rangle +\omega _{3}^{x}|1\rangle \right).}
Для использования сети составим разложение КПФ в обратном порядке, а именно
{\displaystyle |x_{1},x_{2},x_{3}\rangle \longmapsto {\frac {1}{\sqrt {2^{3}}}}\ \left(|0\rangle +\omega _{3}^{x}|1\rangle \right)\otimes \left(|0\rangle +\omega _{2}^{x}|1\rangle \right)\otimes \left(|0\rangle +\omega _{1}^{x}|1\rangle \right).}
На рисунке ниже представлена сеть для {\displaystyle n:=3} (с обратным порядком выходных кубитов по отношению к прямому КПФ).

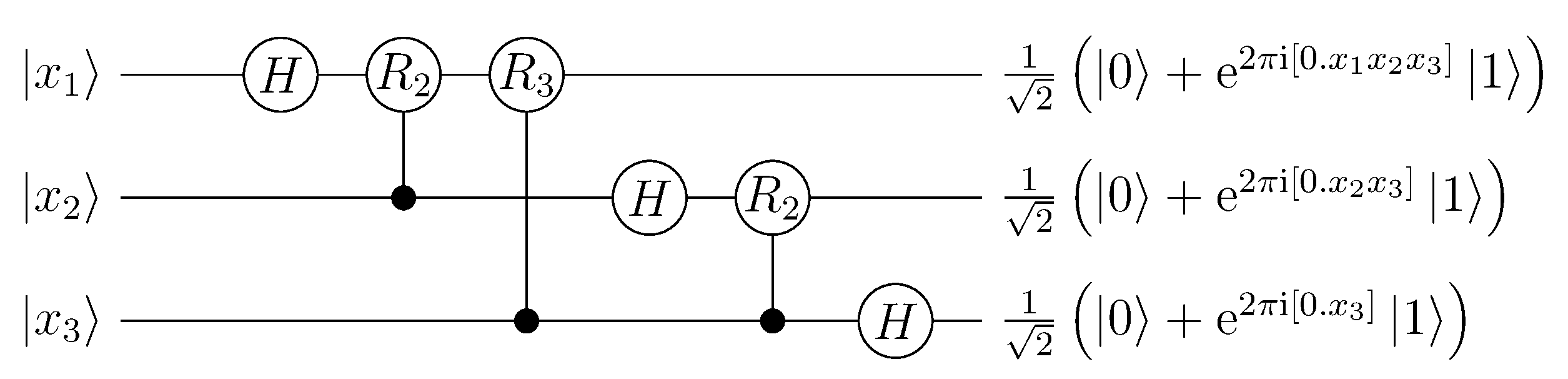
КПФ для 3 кубитов (инвертированный порядок выходных кубитов)

Возможная реализация 3-кубитной сети КПФ в [https://sites.google.com/view/quantum-kit/ Q-Kit

Как подсчитано выше, используется {\displaystyle n(n+1)/2=6} вентилей, что соответствует {\displaystyle n=3}.
Кроме того, следующие сети осуществляют 1-, 2- и 3-кубитное КПФ:
Схема и симуляция 1-, 2- и 3-кубитного КПФ Архивная копия от 23 марта 2019 на Wayback Machine
Рисунок демонстрирует два различных исполнения 3-кубитного КПФ, которые эквивалентны.